# 代数幾何学と解析幾何学
数学において、代数幾何学と解析幾何学（だいすうきかがくとかいせききかがく、フランス語: Géometrie Algébrique et Géométrie Analytique、略称: GAGA）は密接な関係にある。代数幾何学は代数多様体を研究するのに対して、解析幾何学は複素多様体やより一般的に多変数の（複素）解析函数のゼロ点で局所的に定義された解析空間を扱う。これら2つの深い関係は、代数的なテクニックを解析空間へ適用したり、逆に解析的テクニックを代数多様体へ適用したりする上で応用されている。

## 主要な結果
X を複素射影代数多様体とする。X は複素多様体であるので、複素数の点 X(C) はコンパクト複素解析空間の構造を持ち、Xan と表わされる。同様に、{\displaystyle {\mathcal {F}}} を X 上の層とすると、Xan 上の対応する層 {\displaystyle {\mathcal {F}}^{\text{an}}} が存在し、これが解析的な対象と代数的な対象を関連付ける函手となる。典型的な X と Xan を関連付ける定理は、次のように言うことができる。
X 上の任意の 2つの連接層 {\displaystyle {\mathcal {F}}} と {\displaystyle {\mathcal {G}}} に対し、自然な準同型
{\displaystyle {\text{Hom}}_{{\mathcal {O}}_{X}}({\mathcal {F}},{\mathcal {G}})\rightarrow {\text{Hom}}_{{\mathcal {O}}_{X}^{\text{an}}}({\mathcal {F}}^{\text{an}},{\mathcal {G}}^{\text{an}})}
は同型である。ここに、{\displaystyle {\mathcal {O}}_{X}} は代数多様体 X の構造層であり、{\displaystyle {\mathcal {O}}_{X}^{\text{an}}} は解析的多様体 Xan の構造層である。言い換えると、代数多様体 X の連接層の圏と解析多様体 Xanの圏は同値であり、同値性は {\displaystyle {\mathcal {F}}} から {\displaystyle {\mathcal {F}}^{\text{an}}} への写像により与えられる。（特に、{\displaystyle {\mathcal {O}}_{X}^{\text{an}}} 自身
が連接層であることは、岡の連接定理として知られている。）
もうひとつの重要なステートメントは、以下である。代数多様体 X 上の任意の連接層 {\displaystyle {\mathcal {F}}} に対し、準同型
{\displaystyle \varepsilon _{q}\ :\ H^{q}(X,{\mathcal {F}})\rightarrow H^{q}(X^{an},{\mathcal {F}}^{an})}
は、すべての q について同型である。このことは、X 上の q次コホモロジー群と、Xan 上の q次コホモロジー群が同型であることを意味する。
この定理はより一般的な場合にも成り立つ。（詳しくは、以下のGAGAの公式ステートメントを参照。）この定理と証明は、周の定理、レフシェッツの原理や小平消滅定理のような多くの結果がある。

## 背景
代数多様体は、局所的には多項式の共通なゼロ点として定義され、複素数上の多項式は正則函数でもあるので、C 上の代数多様体は解析空間と解釈することもできる。同様に、多様体間の正規写像は解析空間の間の正則写像と解釈することができる。少し驚くべきことであるが、しばしば、解析的対象を代数的な方法で解釈することも可能である。
例えば、リーマン球面からリーマン球面自身への解析函数は、有理函数か、もしくは恒等的に無限大の函数であることが容易に証明できる（リウヴィルの定理の拡張として）。もしそのような函数 f が定数ではないとすると、f(z) が無限遠点となるような z の集合は孤立していて、リーマン球面はコンパクトであるから、高々有限個の z しか f(z) の値が無限大にならない。そのような z のあらゆる点でのローラン展開を考え、特異点を取り除くと、C 上に値を持つリーマン球面上の函数は、リウヴィルの定理により、定数函数しか残らない。このようにして f は有理函数となる。この事実は、代数多様体として、複素射影直線とリーマン球面との間には本質的な差異は存在しないことを示している。

## 重要な結果
代数幾何学と解析幾何学の間の比較の結果は、長い歴史を持っている。19世紀に始まり現在まで続いている。より重要な結果をここに時系列で記載する。

### リーマンの存在定理
リーマン面の理論では、コンパクトなリーマン面は充分に多くの有理型函数を持っていて、リーマン面が代数曲線となることを示した。リーマンの存在定理という名前で、コンパクトリーマン面の分岐被覆の深い結果が述べられていて、 そのような位相空間としての有限被覆は、分岐点の補空間の基本群の置換表現により分類される。リーマン面の性質は局所的であるので、有限被覆は複素解析的という意味で被覆となることが、容易に理解できる。従って、有限被覆は代数曲線の被覆写像から来るということを結論付けられ、函数体の有限次拡大から全て得ることができる。

### レフシェッツの原理
20世紀には、ソロモン・レフシェッツの名前をつけたレフシェッツの原理が代数幾何学の中で、K を複素数体として扱うように、標数が 0 の任意の代数的閉体 K 上の代数幾何学の位相的なテクニックを評価するために主張された。大まかに言うと、Cの上の代数幾何学で正しいステートメントは、任意の標数が 0 である代数的閉体の上でも正しいということである。詳細な原理の証明は、アルフレト・タルスキ(Alfred Tarski)により、数理論理学を基礎としてなされた。
この原理は、C上の代数多様体の解析的、位相的な方法を使って得られる結果を出すことを、標数 0 のほかの代数的な閉体の上で行うことで可能となる。

### 周の定理
周の定理(Chow's theorem)は、Wei-Liang Chow（中国語版）により証明された定理で、比較すること最も有益な例である。この定理は、通常のトポロジーの意味で閉じた複素射影空間の解析的部分空間は、代数部分多様体であるということである。このことは、｢射影複素多様体の強トポロジーでは閉な任意の解析的部分空間は、ザリスキー位相の中でも閉である｣と言い換えることもできる。このことにより、代数幾何学の古典的な部分の中で複素解析的な方法を自由に使うことが可能となっている。

### GAGA
1950年代の前半に、ホッジ理論のようなテクニックを含む代数幾何の基本を作り上げる一環として、2つの理論の間の多くの関係を基礎づけることが、成し遂げられた。この理論に寄与している主要な論文は、ジャン＝ピエール・セールによる Géometrie Algébrique et Géométrie Analytique Serre (1956)であり、現在は通常 GAGA と呼ばれている。この論文では、代数多様体のクラス、正規射(regular morphism)、層といったものを、解析空間のクラス、正則写像、層へ関連付けるという一般的な結果を証明している。この対応付けは、層のカテゴリの比較において、これらすべてに対して適用される。
今日、GAGA型の結果という用語を使うときは、代数幾何学の対象と射の圏から、解析幾何学の対象と正則写像の作る部分圏への全ての比較定理に対して使われる。

### GAGAの公式ステートメント
1. {\displaystyle (X,{\mathcal {O}}_{X})} を C 上有限型なスキームとすると、位相空間 Xan が存在し、集合としては、連続埋め込み写像 λX: Xan → X を持つ X の閉点を構成する。Xan の位相は「複素トポロジー」と呼ばれる（部分空間位相とは全く異なった位相である）。
2. φ: X → Y を C 上局所有限型なスキームの射とすると、連続写像 φan: Xan → Yan が存在して、λY °φan = φ °λX となる。
3. Xan 上には層 {\displaystyle {\mathcal {O}}_{X}^{\mathrm {an} }} が存在し、{\displaystyle (X^{\mathrm {an} },{\mathcal {O}}_{X}^{\mathrm {an} })} が環付き空間であり、λX: Xan → X は環付き空間の写像となる。空間 {\displaystyle (X^{\mathrm {an} },{\mathcal {O}}_{X}^{\mathrm {an} })} は、{\displaystyle (X,{\mathcal {O}}_{X})} の「解析化(analytification)」と呼ばれ、解析空間である。全ての φ: X → Y に対し、上で定義された写像 φan は解析空間の写像である。さらに写像 φ ↦ φan は、開埋め込みを開埋め込みへと写像する。X = Spec(C[x1,...,xn]) に対し、Xan = Cn と全ての多重円板(polydisc) U に対する {\displaystyle {\mathcal {O}}_{X}^{\mathrm {an} }(U)} は、U 上の正則函数の空間の適当な商となる。
4. 全ての X 上の層 {\displaystyle {\mathcal {F}}} （代数的層という）に対し、X 上の層 {\displaystyle {\mathcal {F}}^{\mathrm {an} }} （解析的層という）と層の写像 {\displaystyle {\mathcal {O}}_{X}}-modules {\displaystyle \lambda _{X}^{*}:{\mathcal {F}}\rightarrow (\lambda _{X})_{*}{\mathcal {F}}^{\mathrm {an} }} が存在する。層 {\displaystyle {\mathcal {F}}^{\mathrm {an} }} は {\displaystyle \lambda _{X}^{-1}{\mathcal {F}}\otimes _{\lambda _{X}^{-1}{\mathcal {O}}_{X}}{\mathcal {O}}_{X}^{\mathrm {an} }} として定義される。対応 {\displaystyle {\mathcal {F}}\mapsto {\mathcal {F}}^{\mathrm {an} }} は {\displaystyle (X,{\mathcal {O}}_{X})} 上の層の圏から {\displaystyle (X^{\mathrm {an} },{\mathcal {O}}_{X}^{\mathrm {an} })} の層の圏への完全函手を定義する。

次の 2つのステートメントは、セールの GAGA 定理（グロタンディークやネーマンらにより拡張された）の真髄である。
1. f: X → Y をC 上有限型なスキームの任意の射とし、{\displaystyle {\mathcal {F}}} を連接層とすると、自然な写像 {\displaystyle (f_{*}{\mathcal {F}})^{\mathrm {an} }\rightarrow f_{*}^{\mathrm {an} }{\mathcal {F}}^{\mathrm {an} }} は単射である。f を固有とすると、この写像は同型となる。また、この場合には、全ての高次順像について同型 {\displaystyle (R^{i}f_{*}{\mathcal {F}})^{\mathrm {an} }\cong R^{i}f_{*}^{\mathrm {an} }{\mathcal {F}}^{\mathrm {an} }} が成り立つ。
2. ここで、Xan がハウスドルフかつコンパクトとする。{\displaystyle {\mathcal {F}},{\mathcal {G}}} が 2つとも {\displaystyle (X,{\mathcal {O}}_{X})} 上の連接な代数的な層で、{\displaystyle f:{\mathcal {F}}^{\mathrm {an} }\rightarrow {\mathcal {G}}^{\mathrm {an} }} が {\displaystyle {\mathcal {O}}_{X}^{\mathrm {an} }}加群の層の写像とすると、f = φan をもつ一意な層の写像 {\displaystyle {\mathcal {O}}_{X}}加群 {\displaystyle \varphi :{\mathcal {F}}\rightarrow {\mathcal {G}}} が存在する。{\displaystyle {\mathcal {R}}} が Xan 上の {\displaystyle {\mathcal {O}}_{X}^{\mathrm {an} }}加群の解析的連接層であれば、{\displaystyle {\mathcal {O}}_{X}}加群の代数的連接層 {\displaystyle {\mathcal {F}}} と同型 {\displaystyle {\mathcal {F}}^{\mathrm {an} }\cong {\mathcal {R}}} が存在する。

少し一般性は低くなるが、GAGAの定理は、複素多様体 X の上の代数的連接層の圏と対応する解析空間 Xan の上の解析的連接層の圏が、圏同値であることを言っている。解析空間 Xan は、大まかには、座標変換(the coordinate charts)を通して Cn から決まる複素構造を X へ引き戻すことによって得られる。実際、この方法で定理を言い換えることはセールの論文の精神に近く、上記の公式のステートメントを使うことでその重要さが分かるスキーム論は、GAGAの出版された当時はまだ理解されてはいなかった。